# Henrique Dawid Korenchendler
Henrique Dawid Korenchendler (født 1948 i Rio de Janeiro, Brasilien) er en brasiliansk komponist, pianist, dirigent, lærer og professor.
Korenchendler studerede klaver, teori og komposition på Escola National de Musica hos bl.a. José de Lima Siqueira.
Han har skrevet 6 symfonier, orkesterværker, korværker, kammermusik, en violinkoncert, et requiem, klaverstykker etc.
Korenchendler blev lærer og professor på Villa-Lobos Institute of UniRio, og en Verdens omrejsende koncertpianist og dirigent.

## Udvalgte værker
- 6 Symfonier
- Violinkoncert
- Requiem
- klaverstykker